# Brankas
Brankas är en ort i Lettland.   Den ligger i kommunen Ozolnieku novads, i den centrala delen av landet, 30 km sydväst om huvudstaden Riga. Brankas ligger 2 meter över havet och antalet invånare är 950.
Terrängen runt Brankas är mycket platt. Runt Brankas är det ganska glesbefolkat, med 32 invånare per kvadratkilometer. Närmaste större samhälle är Jelgava, 8,5 km väster om Brankas. I omgivningarna runt Brankas växer i huvudsak blandskog.